# E85
E85 é um combustível automotivo líquido que consiste na mistura de 85% de etanol anidro e 15% de gasolina pura. A mistura E85 é utilizada nos veículos flex dos mercados europeu e da América do Norte, principalmente nos Estados Unidos e na Suécia.